# Chittoor
Chittoor – miasto w południowo-wschodnich Indiach, położone na pagórkowatym terenie, o deszczowym klimacie, ośrodek usługowy regionu rolniczego, stolica dystryktu o tej samej nazwie. W 1782 zmarł tutaj władca Majsuru Hajdar Ali.